# Nomina Anatomica
Les Nomina Anatomica, abrégé NA, sont une ancienne classification anatomique internationale concernant l'anatomie humaine. Sa première édition a été publiée en 1956 et contenait 5 640 termes. Elle est remplacée depuis 1998 par la Terminologia Anatomica (TA) ou plus communément « nouvelle nomenclature ».
La terminologie anatomique est une base essentielle pour une bonne communication entre médecins et scientifiques. Son histoire remonte à 1895, date de la publication de la première nomenclature latine, les Basiliensia Nomina Anatomica (BNA). Celle-ci a par la suite connu sept révisions : les Jenaiensia Nomina Anatomica en 1935, les Parisiensia Nomina Anatomica en 1955, les Nomina Anatomica, de la 2e à la 6e édition de 1960 à 1989. La dernière révision, la Terminologia Anatomica (TA), créée par le Federative Committee on Anatomical Terminology et approuvée par la Fédération internationale des associations d'anatomistes (International Federation of Associations of Anatomists) fut publiée en 1998 et a été rééditée sans modification en 2011. Ces différents changements ont été effectués dans le but d'uniformiser les termes, afin d'éliminer les différences entre pays, causes de confusions importantes, une même structure anatomique étant connue sous différents noms.